# Martriden
Martriden ist eine US-amerikanische progressive Black- und Death-Metal-Band aus Havre, Montana, die 2001 gegründet wurde. Anfangs noch ohne Namen, nannte sich die Gruppe zunächst Pale Horse.

## Geschichte
Die Band wurde im Jahr 2001 von den Brüdern Shane (E-Gitarre, Gesang) und dem fünf Jahre älteren Kyle Howard (E-Gitarre, Keyboard, Gesang) sowie ihrem Jam-Partner Will Thackeray (E-Gitarre) gegründet. 2004 wurde unter dem Namen Pale Horse, mit den Bassisten John Harrison und ohne Kyle Howard ein Auftritt in einer Highschool abgehalten. Danach verließ Harrison die Band, da er wegzog, ehe der Sänger Michael Cook hinzukam und der Bandname in Martriden umgeändert wurde. Den Namen bezog die Gruppe aus der nordischen Mythologie. 2005 wurde mit Dave Otero bei Flatline Audio in Denver, Colorado, eine selbstbetitelte EP aufgenommen und im Juni 2006 bei Siege of Amida Records veröffentlicht. Nach Auftritten mit Emperor in Chicago und Los Angeles wurde im Sommer 2007 das Debütalbum The Unsettling Dark aufgenommen. Der Tonträger wurde 2008 bei Candlelight Records veröffentlicht. Danach ging die Band auf eine selbst arrangierte US-Tournee, die zwei Monate andauerte und aus 20 Auftritten bestand. Die Tour endete in Montana. 2010 erschien das zweite Album Encounter the Monolith in Eigenveröffentlichung. Das Album war in Eigenregie aufgenommen und anschließend von Dave Otero abgemischt und gemastert worden. Fünf Jahre später erschien im Eigenverlag das nächste Album namens Cold and the Silence, das unter der Leitung von Shane Howard und Dave Otero aufgenommen und von letzteren abgemischt und gemastert worden war.

## Stil
Marcel Rudoletzky vom Metal Hammer befand in seiner Rezension zu The Unsettling Dark, dass die Band sich zu sehr an skandinavischen Gruppen wie Dimmu Borgir, Old Man’s Child oder Morgul orientiert. Die Musik sei gespickt von „Blastbeats und Bombast-Einlagen“, jedoch wenig originell. Pete Pardo von seaoftranquility.org merkte in seiner Rezension zu Encounter the Monolith an, dass das Album nur aus sechs Liedern besteht, die jedoch sehr lang seien. Die Musik baue auf Death Metal auf, jedoch würden Elemente aus dem Black Metal und Progressive Metal stark hervorstechen. Zudem verarbeite die Gruppe atmosphärische und symphonische Elemente, nehme gelegentlich Anleihen aus dem Epic Doom und sei stellenweise mit Opeth vergleichbar. Sargon the Terrible von metalcrypt.com bemerkte, dass die Band in der Vergangenheit technisch immer anspruchsvoller wurde und ihr musikalisches Spektrum immer mehr erweitert habe. Dieser Trend sei auf Cold and the Silence gestoppt worden, sodass die Band nun wie Cynic auf deren Album Traced in Air klinge. Charakteristisch für die Lieder seien Instrumentalpassagen und gelegentlicher Klargesang.

## Diskografie
- 2006: Martriden (EP, Siege of Amida Records)
- 2008: The Unsettling Dark (Album, Candlelight Records)
- 2010: Encounter the Monolith (Album, Eigenveröffentlichung)
- 2015: Cold and the Silence (Album, Eigenveröffentlichung)